# Våraskruvs naturreservat
Våraskruv är ett naturreservat i Uppvidinge kommun i Kronobergs län.
Området är skyddat sedan 1958 och är 77 hektar stort. Ny skötselplan fasställdes 2010. Det är beläget 4 km nordost om Sävsjöström och utgörs av ett odlingslandskap med naturbetesmark och ängsmark.
Centralt i området ligger Våraskruvsjön. Öster om denna ligger en gård av 1950-talstyp. Odlingslandskapet i Våraskruv har anor sedan medeltiden. Jordbruksverksamheten upphörde 1958 och året efter skyddades cirka 5 hektar av slåtterängen närmast gården som naturminne.
Syftet med reservatet är bland annat att bevara gården med strukturer av ett äldre odlingslandskap och dess byggnader. Där växer  vidkroniga, stora, grova ekar som är viktiga för lavar, insekter och fåglar. Ängsfloran är rik och man kan finna Adam och Eva, gullviva, slåttergubbe, brudsporre, nattviol, ängsskallra, höskallra och kattfot samt mängder av andra blommor i försommartid.
Prioriterade arter är fältgentiana, väddsandbi, spindelört, spindelörtskinnbagge, blårödling, praktvaxskivling, scharlakansvaxskivling, kattfot och Adam och Eva.
Det finns en markerad stig runt sjön.